# Павлюченко, Станислав Евстигнеевич
Станислав Евстигнеевич Павлюченко (18 августа 1937 — 27 декабря 2010) — советский и украинский дирижёр, педагог. Народный артист УССР (1978).

## Биография
Станислав Павлюченко родился 18 августа 1937 года в городе Рославль, Смоленская область.
Творческую деятельность начал в 1954 году, когда руководил самодеятельным студенческим хором в Киевском государственном университете имени Тараса Шевченко, позже служил в армии, работал учителем пения в средней школе № 7, когда возглавил коллектив художественной самодеятельности Киевского института инженеров гражданской авиации, а также руководил хором и ансамблем «Юность» во дворце пионеров и школьников.
Во время срочной военной службы руководил самодеятельными эстрадным и духовым оркестрами Нежинского авиационного полка.
В 1966 году окончил Киевскую государственную консерваторию им. П. И. Чайковского (класс профессора Э. П. Скрипчинской). Одновременно с учёбой работал завучем и преподавателем музыкально-теоретических и хоровых дисциплин в Студии по подготовке актёрских кадров при Государственном русском народном хоре (1962—1966), с 1966 по 1971 год — педагогом-репетитором, дирижёром оркестра, дирижёром-хормейстером Государственного украинского народного хора им. Г. Верёвки. Среди учеников — Олесь Харченко.
За заслуги в развитии музыкального народного искусства в 1967 году награждён Почётной грамотой Президиума Верховного Совета УССР. С 1969 года — заслуженный артист УССР.
С Государственным украинским народным хором им. Г. Веревки гастролировал в КНДР (1966), Мексике и Канаде (1967), Чехословакии (1968), Франции и Швейцарии (1969). Кроме заграничных путешествий, были поездки по РСФСР и другим республикам СССР, в частности на мероприятия Дни Украинской ССР в Москве, Декада украинского искусства и литературы в УзССР (1968), Декада грузинской литературы в УССР (Киев, 1969), концерт украинского юмора «И смех — не грех!» (1970). Оркестр украинского народного хора им. Г. Веревки, возглавляемый С. Павлюченко, провёл телевизионные концерты-лекции в рамках литературно-художественного альманаха «Солнечные кларнеты» про украинские народные инструменты и «Народные песенные сокровища» (1971).
В 1971—1993 годах С. Павлюченко был основателем, художественным руководителем и главным дирижёром Ансамбля песни и пляски Краснознамённого Западного пограничного округа (с 1991 года — Ансамбль песни и танца Пограничных войск Украины, с 2007 — Академический ансамбль песни и танца Государственной пограничной службы Украины).
Первый концерт ансамбля песни и танца КЗПО состоялся 25 мая 1972 года в Большом зале Киевской государственной консерватории им. П. И. Чайковского и был посвящён 54-летию пограничных войск. Первый гастрольный концерт был проведён 22 июня 1972 года в Бресте. С Ансамблем песни и пляски Краснознамённого западного пограничного округа С. Павлюченко гастролировал в Польше и Венгрии (1972—1989), КНДР (1987).
В Киевском государственном институте культуры им. А. Е. Корнейчука (ныне — Киевский национальный университет культуры и искусств). Павлюченко работал с 1974 года. С 1990 года. — профессор. В 1993—1994 годах занимал должность первого проректора, с 2000 по 2006 год — декан факультета музыкального искусства.
В течение 1984—2010 годов был бессменным заведующим кафедры народно-песенного исполнительства, где создал студенческий украинский народный хор, который является ведущим учебно-концертным коллективом на Украине, пропагандирует народные традиции.
Станислав Павлюченко умер 27 декабря 2010 года. С января 2011 года украинский народный хор Киевского национального университета культуры и искусств носит имя Станислава Павлюченко.